# کلادیو بیلر
کلادیو بیلر (Claudio Bieler) بازیکن فوتبال اهل آرژانتین است.
او سابقاً بازیکن باشگاه اسپورتینگ کانزاس سیتی بوده است.